# シアトル美術館

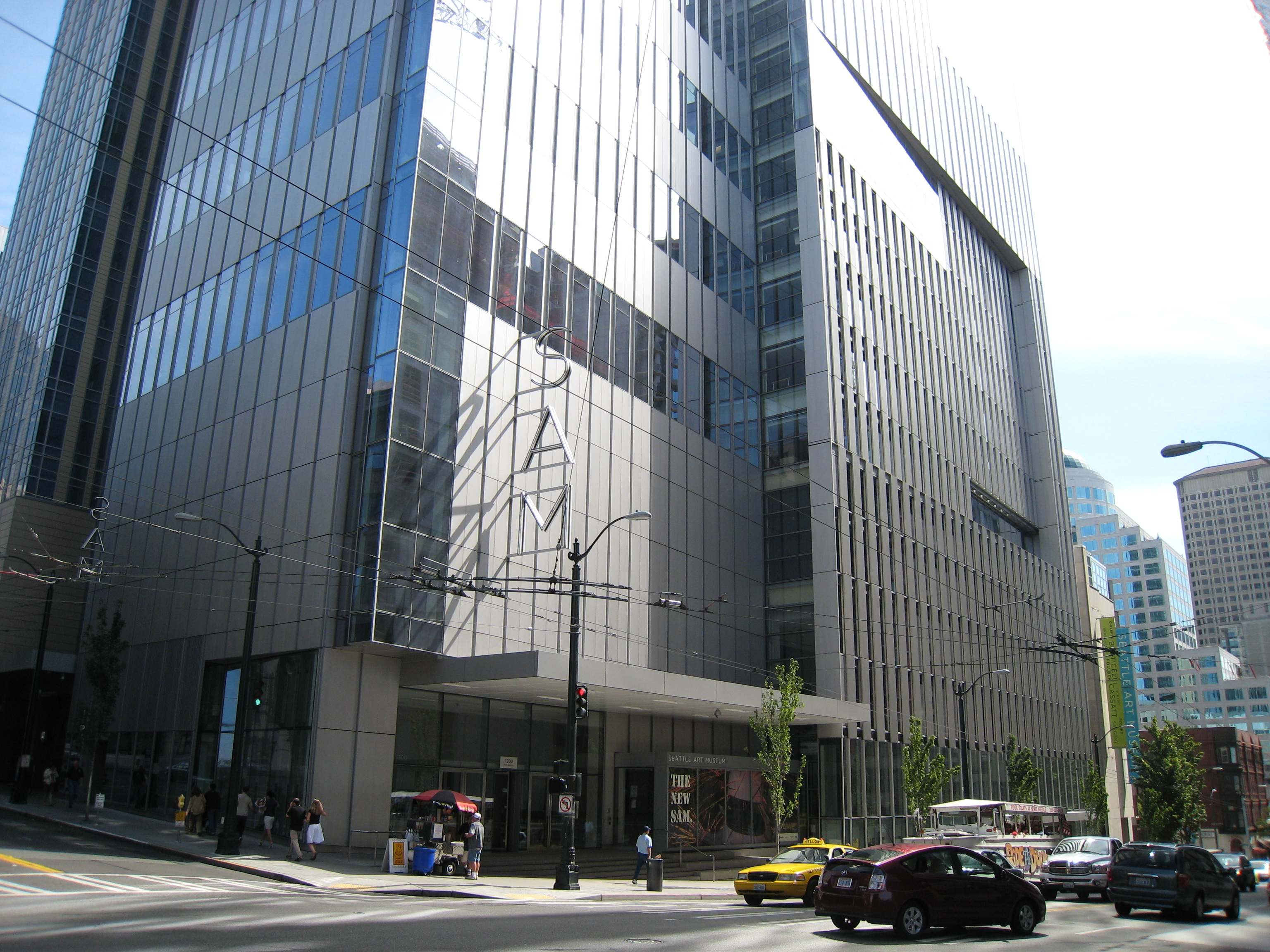

シアトル美術館 (シアトルびじゅつかん、英語: Seattle Art Museum、略称：『サム』 SAM)はアメリカ合衆国ワシントン州シアトルにある美術館である。正面玄関にある大きな彫刻『ハマリング・マン（Hammering Man）』が目印。
シアトルのダウンタウンにあり、設計はロバート・ヴェンチューリ。2008年現在約25,000点以上の作品を収蔵。

## コレクション

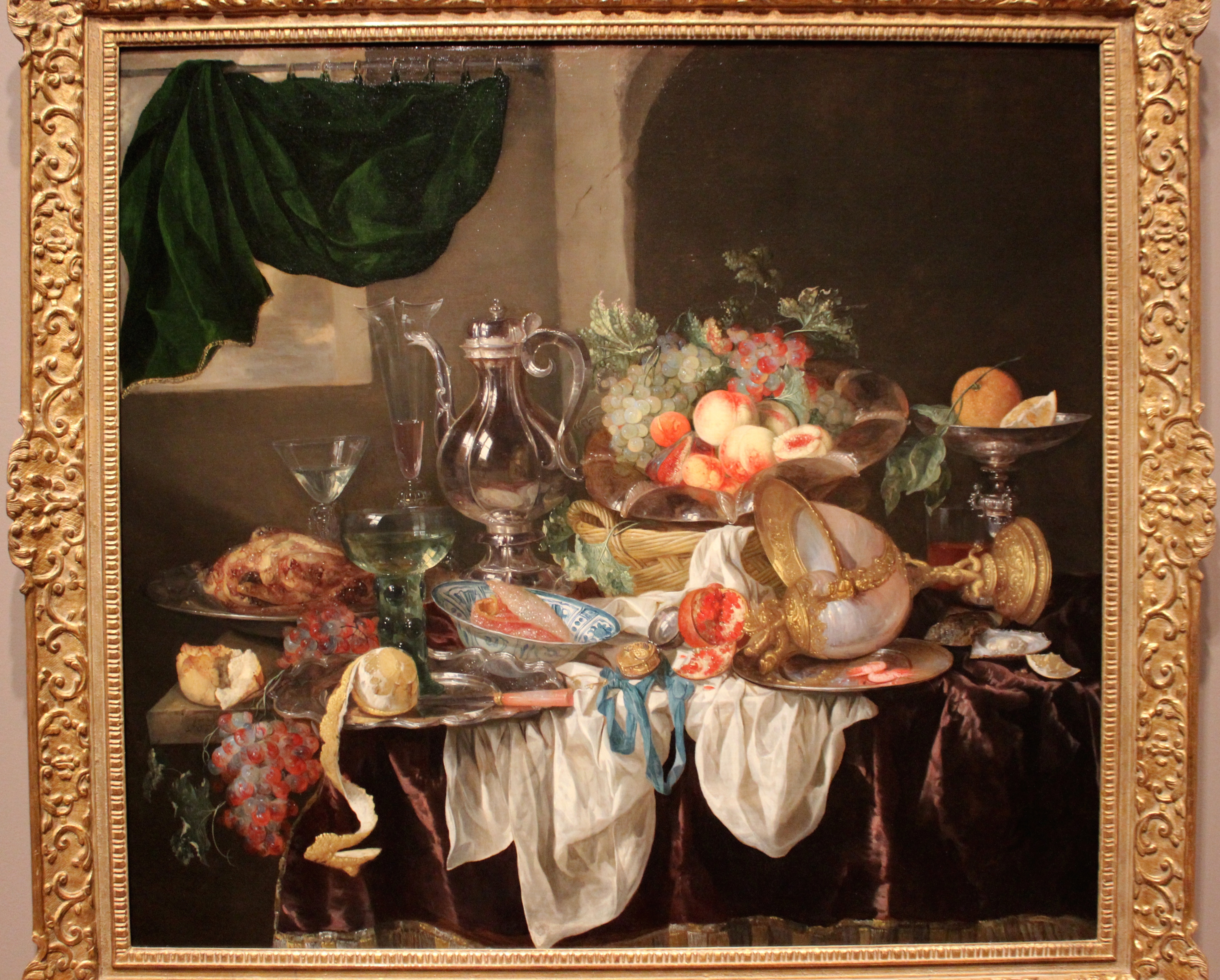
静物画 アブラハム・ファン・ベイエレン
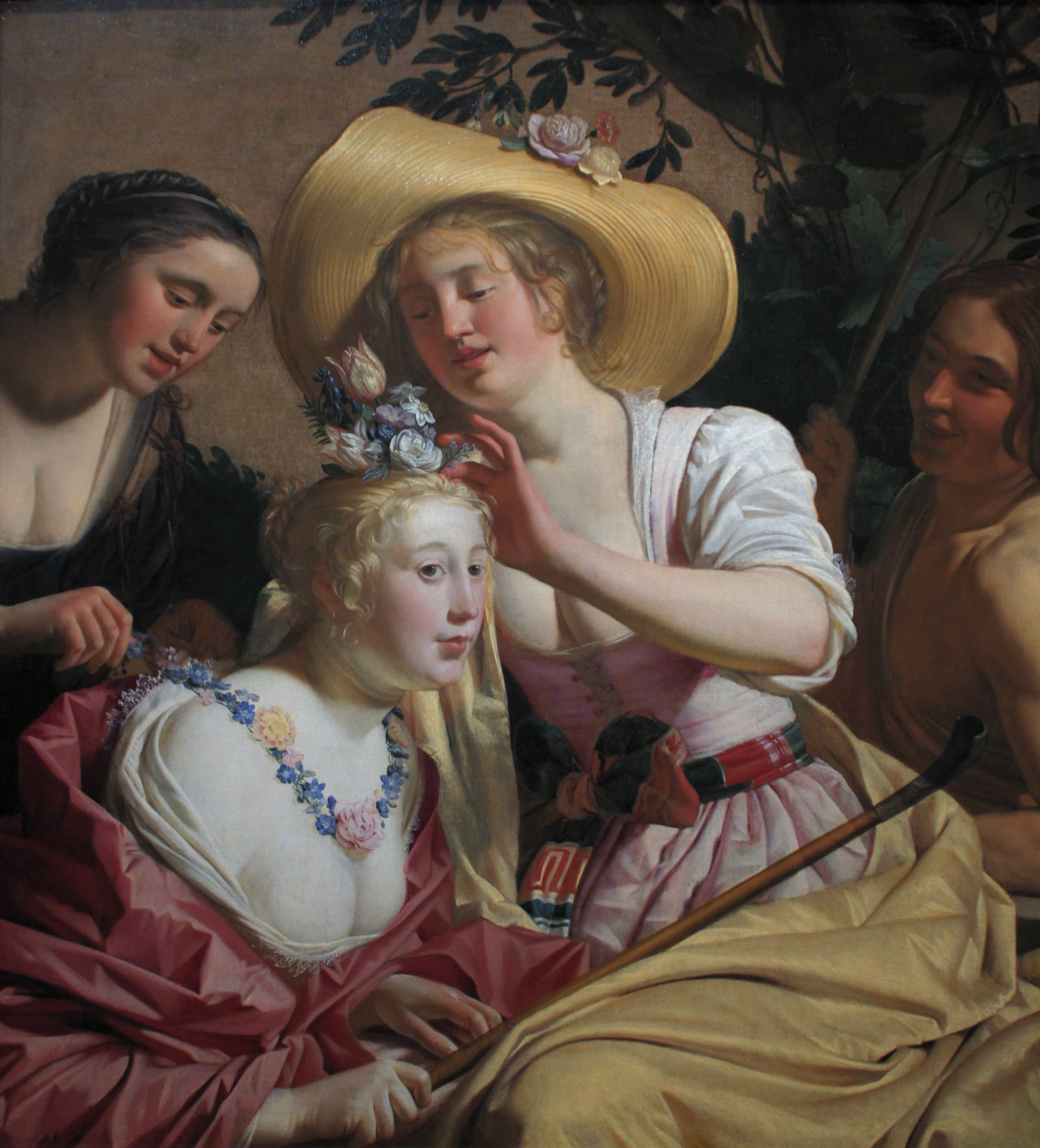
A shepherdess adorned with flowers ヘラルト・ファン・ホントホルスト
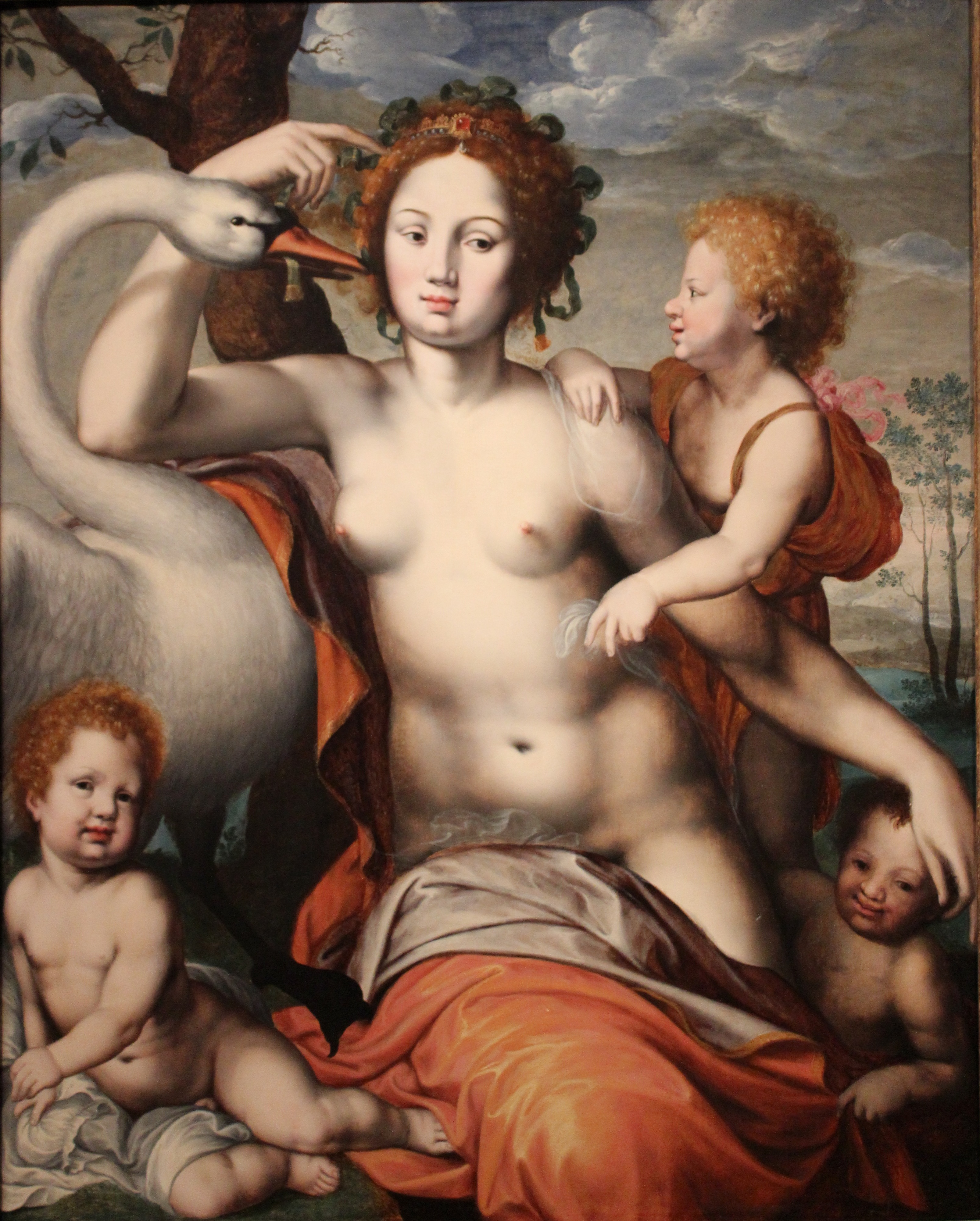
レダと白鳥 フィンセント・セラー
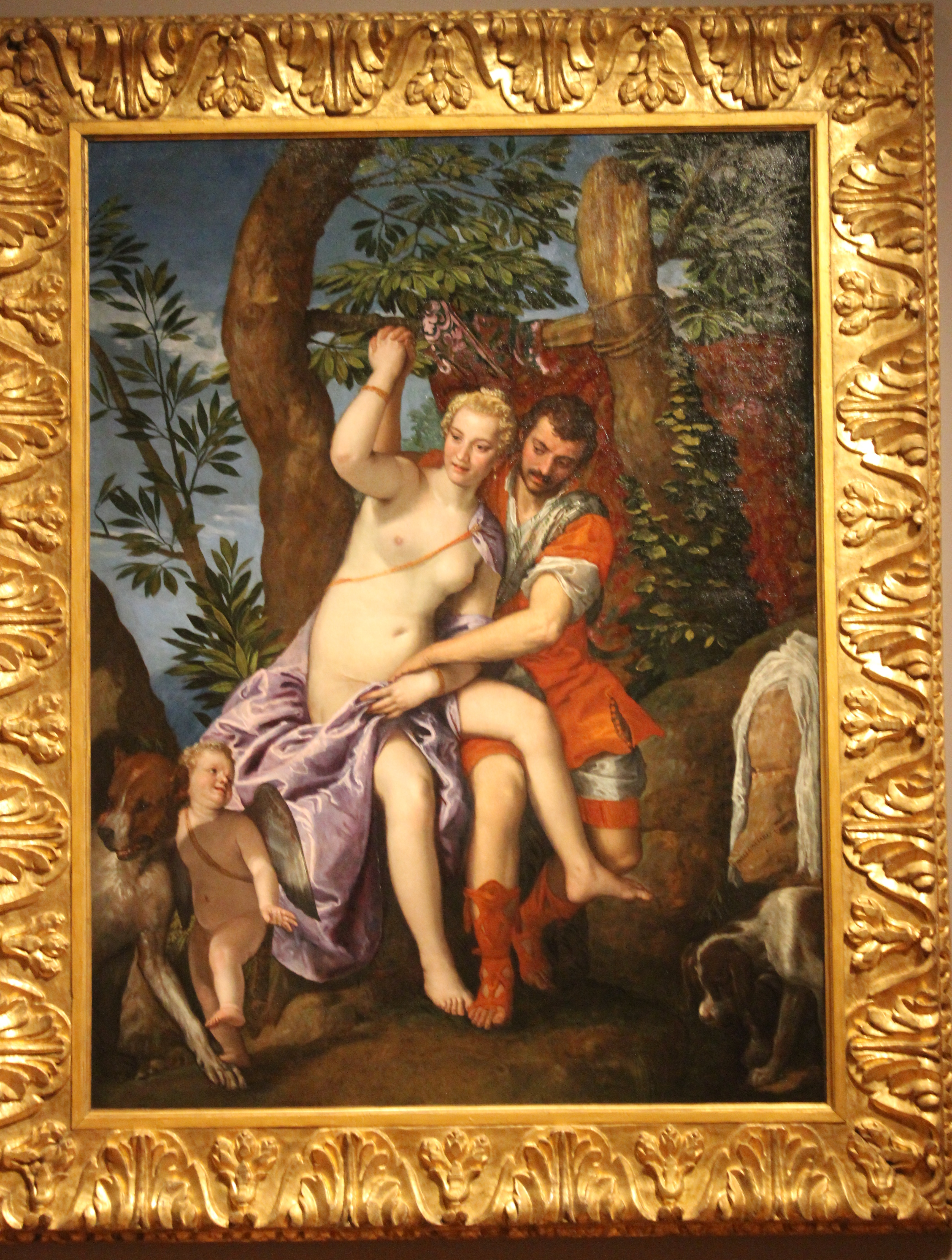
ヴィーナスとアドーニス パオロ・ヴェロネーゼの工房
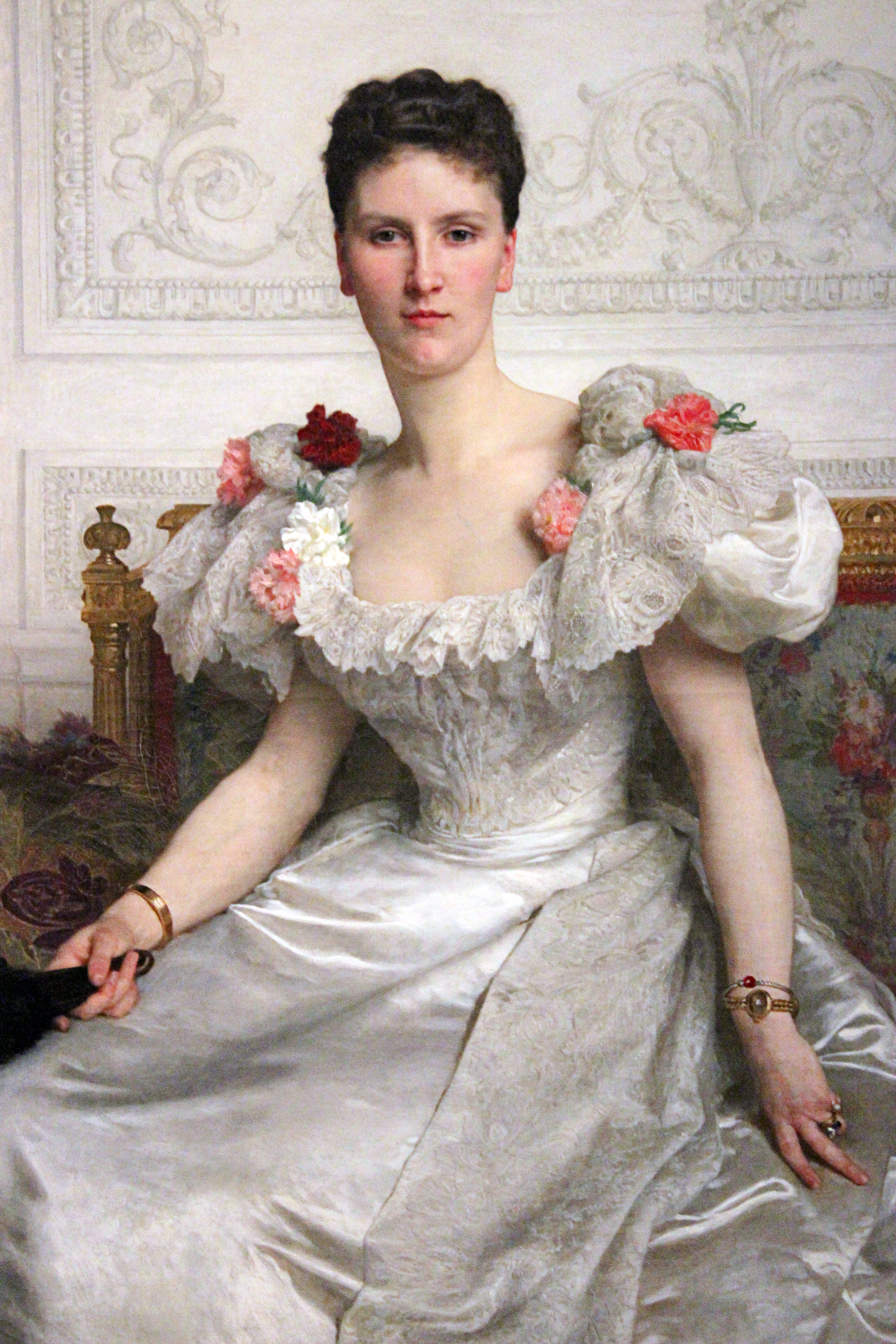
Comtesse de Cambacérès ウィリアム・アドルフ・ブグロー
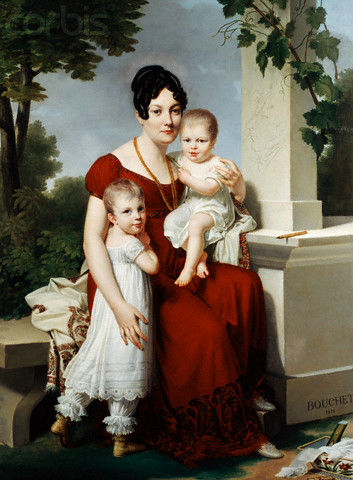
Mme. H and Her Children ルイ＝アンドレ＝ガブリエル・ブーシェ
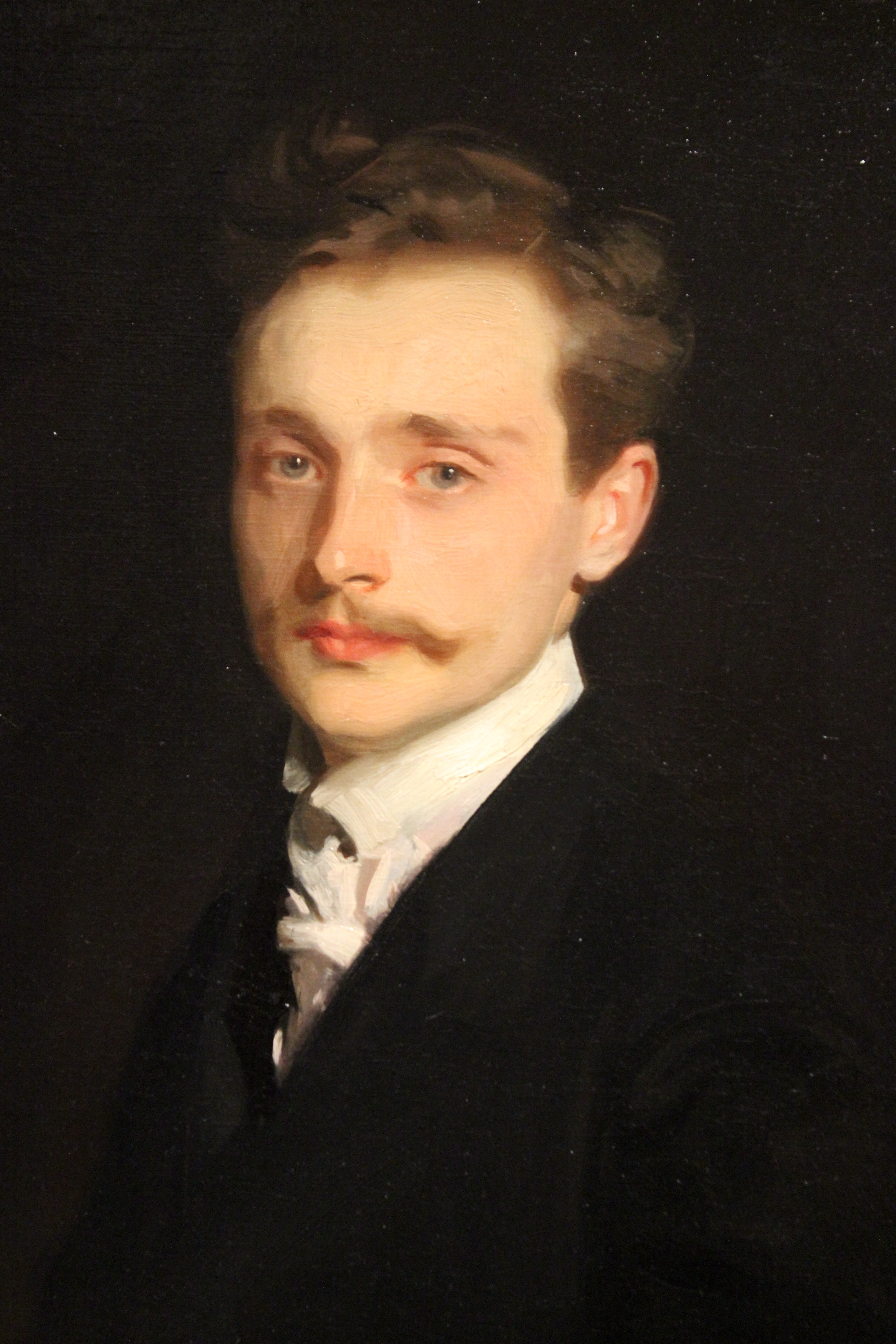
Léon Delafosse（音楽家） ジョン・シンガー・サージェント
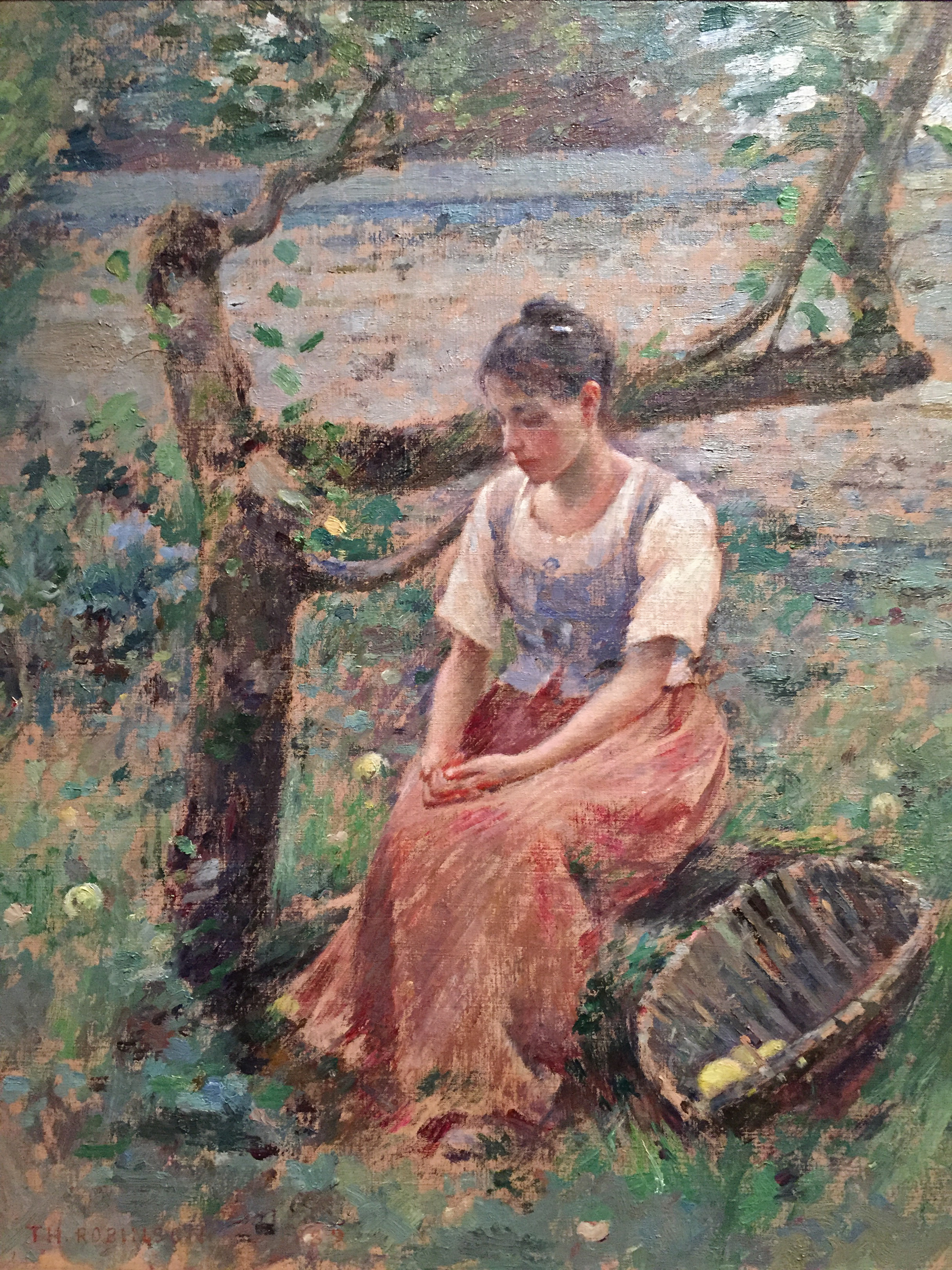
Day Dreams セオドア・ロビンソン
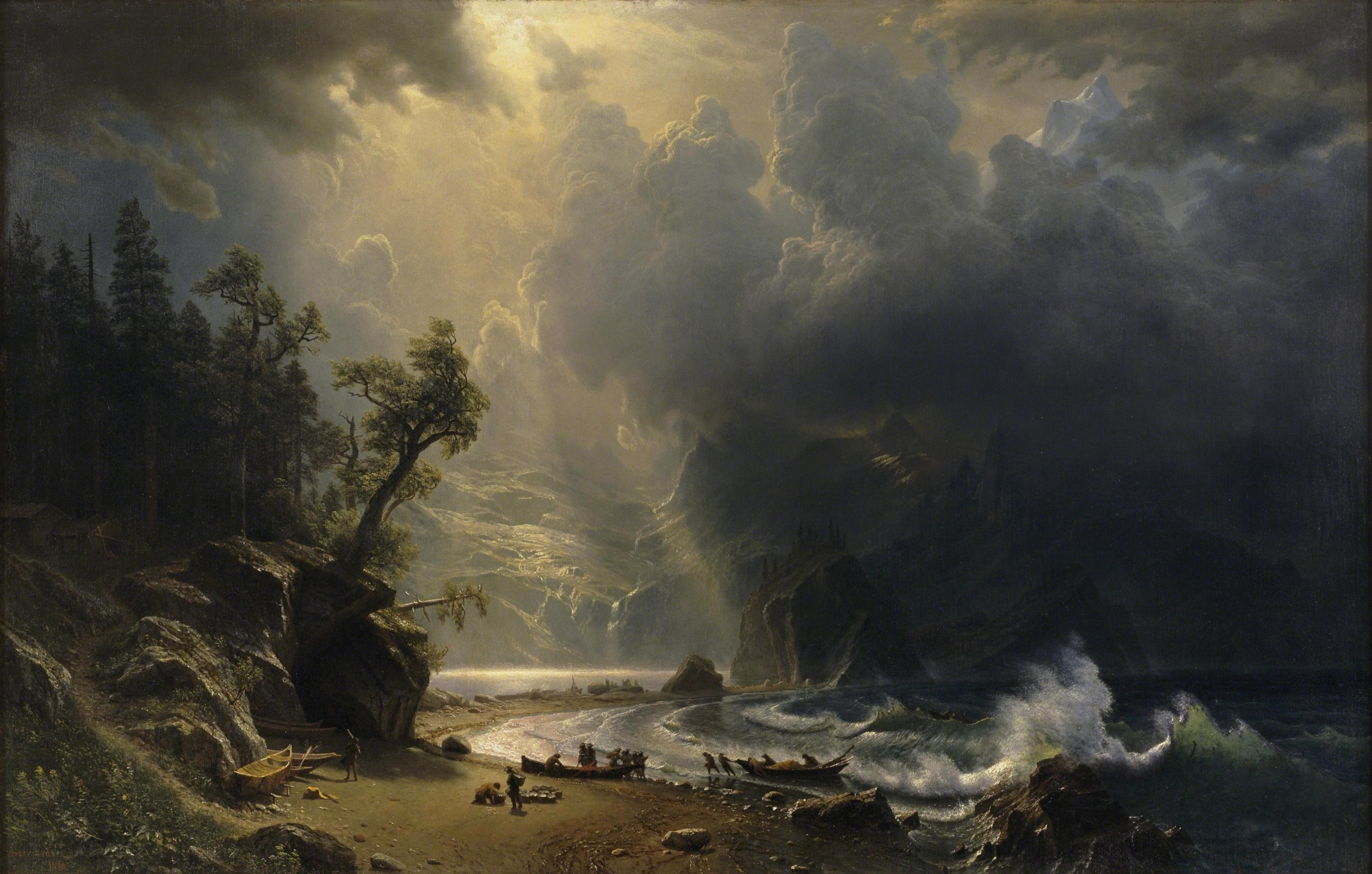
Puget Sound on the Pacific Coas アルバート・ビアスタット
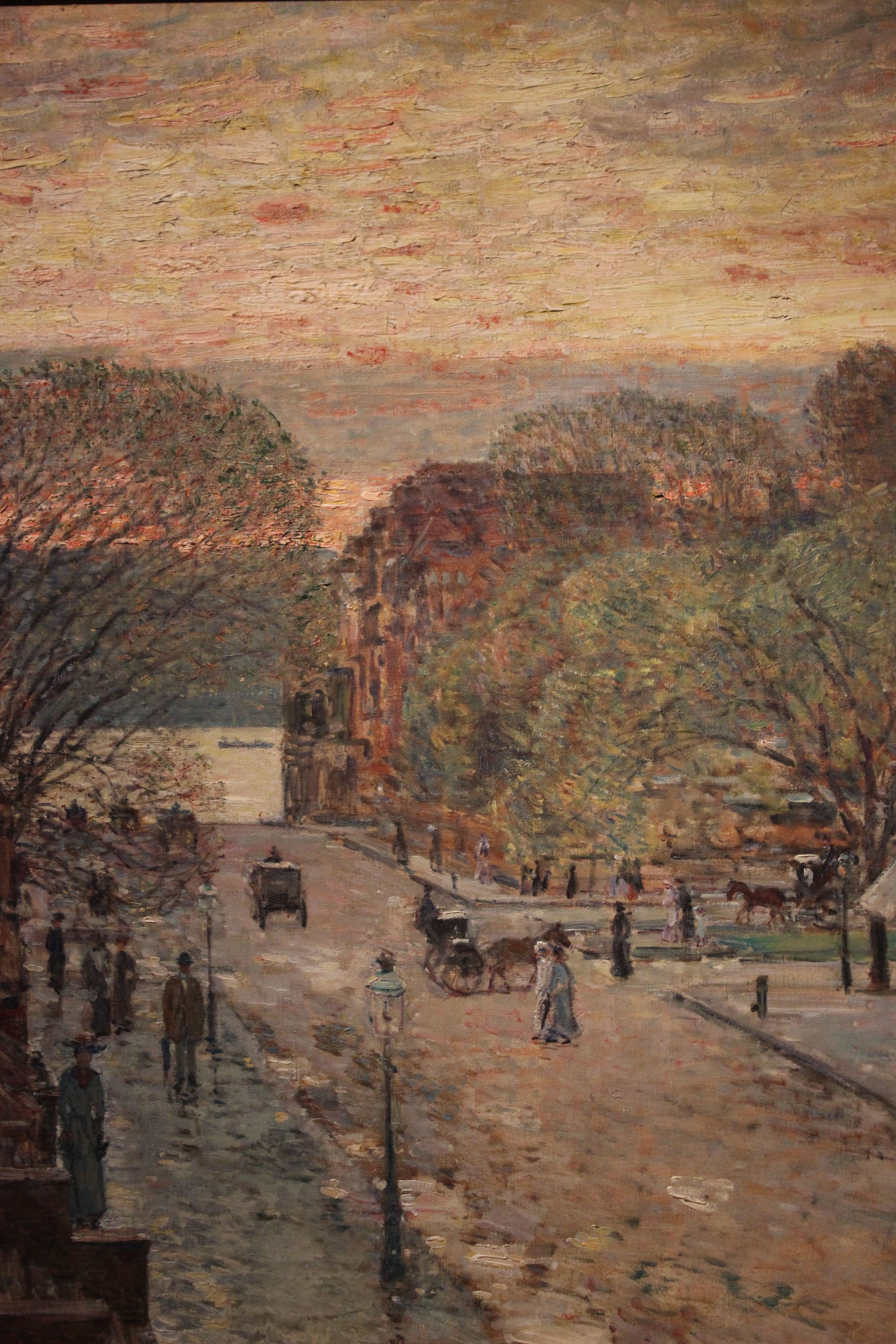
Spring on West 78th Street フレデリック・チャイルド・ハッサム
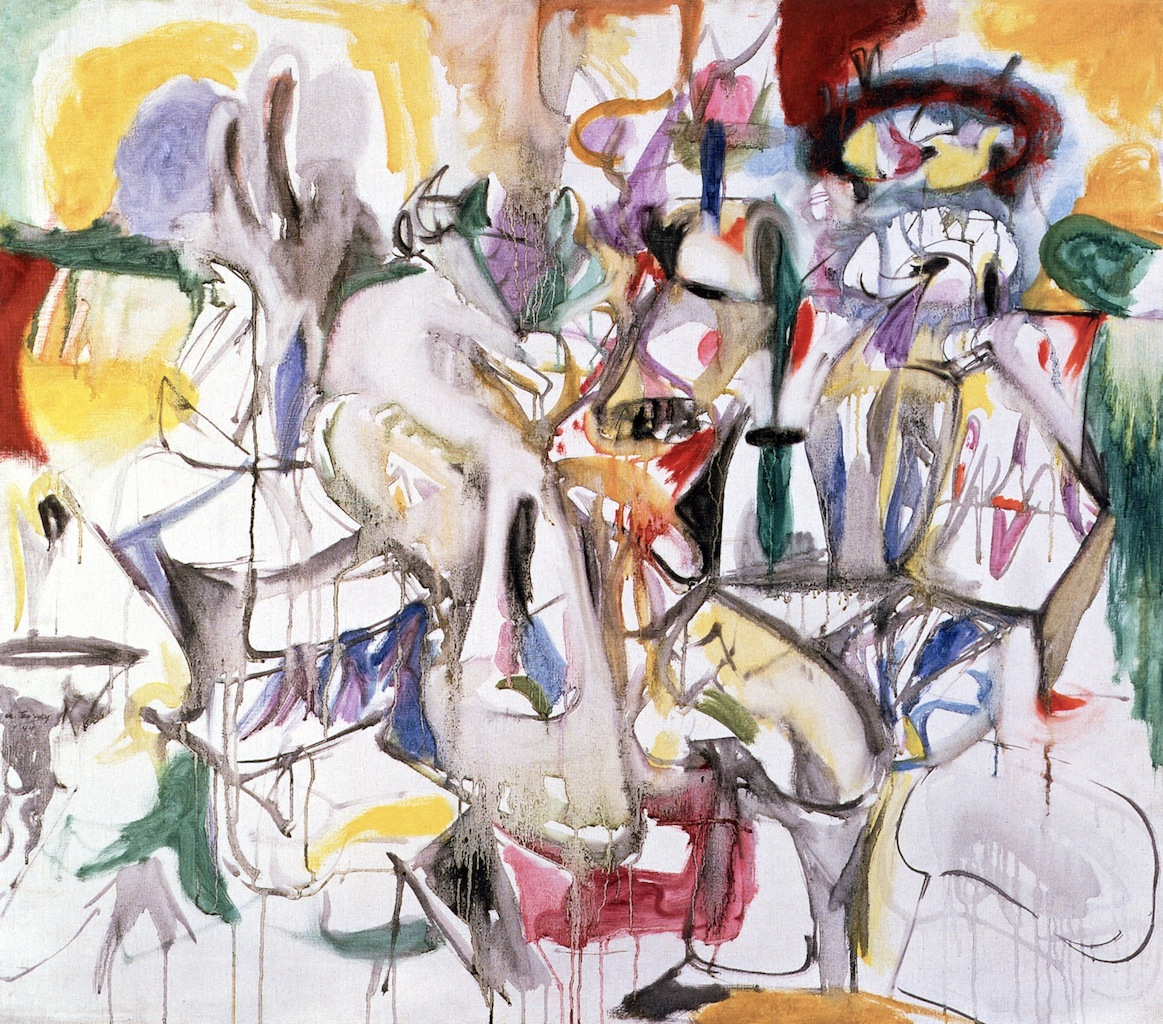
How My Mother's Embroidered Apron Unfolds in My Life アーシル・ゴーキー